# Fojia bumui
Fojia bumui är en ödleart som beskrevs av  Allen E. Greer och SIMON 1982. Fojia bumui ingår i släktet Fojia och familjen skinkar. Inga underarter finns listade i Catalogue of Life.